# A Cool Sound from Hell
Pour plus de détails, voir Fiche technique et Distribution.
A Cool Sound from Hell est un film canadien réalisé par Sidney J. Furie, sorti en 1959.

## Synopsis
Un jeune homme perd ses illusions quand la bande de jeunes qu'il fréquente commence à se mêler de trafic de drogue.

## Fiche technique
- Titre : A Cool Sound from Hell
- Réalisation : Sidney J. Furie
- Scénario : Sidney J. Furie
- Musique : Phil Nimmons
- Photographie : Herbert S. Alpert
- Montage : David Nicholson
- Production : Sidney J. Furie
- Pays :  Canada
- Genre : Action, drame, historique et thriller
- Durée : 71 minutes
- Dates de sortie : 
  -  Canada : 1959

## Distribution
- Mel Benstock : Leo
- George Carron : Jerry
- Alan Crofoot : Milt
- Carolyn Dannibale : Steve
- Madeline Kronby : Debbie
- Anthony Ray : Charlie
- Gurston I. Rosenfeld : Doc
- Ron Taylor : Pete

## Diffusion
Bien qu'il ait été tourné à Toronto, le film n'est sorti en salle qu'au Royaume-Uni et n'a jamais été projeté en Amérique du Nord. On a ensuite pensé que le film avait été perdu, mais il a finalement été retrouvé dans les archives du British Film Institute et la copie a été présentée au Festival international du film de Toronto 2016.
Furie a vendu les droits britanniques pour 60 000 livres sterling et la production du film a été ainsi rentabilisé.